# 布尔廷莱区
布爾廷萊區是索馬利亞的一個區，位於該國東北部的努加爾州，北臨加羅韋區，西臨埃勒區，西北臨索勒州拉斯阿诺德区，西南與衣索比亞相接。首府為布尔廷莱。

## 外部鏈結
- 布爾廷萊在Google地圖上的位置